# Garfield e il laghetto magico
Garfield e il laghetto magico (Garfield's Fun Fest) è un film d'animazione in CGI realizzato nel 2008 con protagonista Garfield. È stato prodotto da Paws, Inc. in collaborazione con The Animation Picture Company e distribuito da 20th Century Fox Home Entertainment. È stato scritto dal creatore di Garfield Jim Davis come sequel di Garfield a zampa libera. Il DVD è stato pubblicato nei negozi statunitensi il 5 agosto 2008 mentre in quelli italiani il 5 ottobre 2011. È stato seguito da un terzo film Direct-to-video, Garfield - Il supergatto, nel 2009.

## Trama
Garfield e i suoi amici partecipano a un concorso di talenti, il Fun Fest, ma poiché il pubblico non è stato intrattenuto dalla sua performance, un altro gatto (con muscoli più grandi e un accento) arriva per competere contro di lui, Ramone.
Lui e Odie si avventurano in una foresta e scalano una ripida montagna alla ricerca della leggendaria "Funny Water", che dovrebbe renderli più divertenti. Raccolgono un po 'd'acqua e tornano in studio usando un deltaplano, solo per scoprire che Ramone sta ballando con la sua ragazza Arlene. Proprio mentre Garfield sta per arrendersi, Freddy Frog gli dice di cercare dentro di sé il suo talento umoristico, così Garfield batte Ramone e vince il Fun Fest. Ramone si rivela essere un robot controllato da Nermal, poiché anche quest'ultimo ha cercato di vincere il premio del concorso.

## Videogioco
Dalla pellicola è stato tratto il videogioco a piattaforme Garfield's Fun Fest uscito nell'estate 2008 per Nintendo DS. È stato sviluppato da Black Lantern Studios e pubblicato da DSI Games in Nord America e da Zoo Digital Publishing in Europa.

## Sequel
Dal successo riscontrato con questo film, è stato realizzato un sequel intitolato Garfield - Il supergatto (2009), il quale chiude la trilogia.